# Сікори (Леґьоновський повіт)
Сікори (пол. Sikory) — село в Польщі, у гміні Велішев Леґьоновського повіту Мазовецького воєводства.
Населення — 17 осіб (2011).
У 1975-1998 роках село належало до Варшавського воєводства.

## Демографія
Демографічна структура станом на 31 березня 2011 року:
|          | Загалом | Допрацездатний вік | Працездатний вік | Постпрацездатний вік |
| -------- | ------- | ------------------ | ---------------- | -------------------- |
| Чоловіки | 8       | 3                  | 5                | 0                    |
| Жінки    | 9       | 2                  | 4                | 3                    |
| Разом    | 17      | 5                  | 9                | 3                    |